# إيمري نيميث
إيمري نيميث هو منافس ألعاب قوى وسياسي مجري، ولد في 23 سبتمبر 1917 في كوشيتسه في سلوفاكيا، وتوفي في 18 أغسطس 1989 في بودابست في المجر. انتخب عضو الجمعية الوطنية المجرية ‏.

## وصلات خارجية
- إيمري نيميث على موقع الاتحاد الدولي لألعاب القوى (الإنجليزية)
- إيمري نيميث على موقع اللجنة الأولمبية الدولية (الإنجليزية)
- إيمري نيميث على موقع أوليمبيديا (الإنجليزية)
- إيمري نيميث على موقع اللجنة الأولمبية المجرية (الهنغارية)